# Orthocentrus fulvipes
Orthocentrus fulvipes är en stekelart som beskrevs av Johann Ludwig Christian Gravenhorst 1829. Orthocentrus fulvipes ingår i släktet Orthocentrus och familjen brokparasitsteklar. Arten är reproducerande i Sverige. Inga underarter finns listade i Catalogue of Life.